# Sitzungsberichte der Heidelberger Akademie der Wissenschaften, Mathematische-Naturwissenschaftliche Klasse
Sitzungsberichte der Heidelberger Akademie der Wissenschaften, Mathematische-Naturwissenschaftliche Klasse (abreviado Sitzungsber. Heidelberger Akad. Wiss., Math.-Naturwiss. Kl.) es una revista científica con ilustraciones y descripciones botánicas que es publicada en Alemania desde 1925/1926. Fue precedida por Sitzungsber. Kaiserl. Akad. Wiss., Math.-Naturwiss. Cl., Abt. 1.